# 위니펙호
위니펙 호수(영어: Lake Winnipeg)은 캐나다의 매니토바주에 위치한 호수이다. 매니토바주의 주도 위니펙에서 북쪽으로 약 55km에 위치한다.

## 개요
면적은 24 400 km2, 캐나다에서 여섯 번째로 큰 담수호이며, 남북 길이 416km에 달한다. 비교적 얕고, 최대 깊이는 18m이다. 이 호수의 유역 면적 은 약 984,200 km ²로, 앨버타주, 서스캐처원주, 매니토바의 대부분, 온타리오주, 미네소타주, 노스다코타주의 북서부를 포함한다.
호수에 유입되는 강은 다음과 같다.
- 서스캐처원강
- 레드강
- 위니펙강
- 매니토바 호수

위니펙 호수의 북쪽에서 넬슨강이 흘러, 허드슨만으로 흘러나간다.